# Pacific Air Forces
Pacific Air Forces (PACAF), Stillahavsflygvapnen, är ett av det amerikanska flygvapnets huvudkommandon med ansvar för flygvapnets styrkor baserade kring Stilla havet.

## Bakgrund
PACAF grundades den 3 augusti 1944 under andra världskriget. PACAF är ett av flygvapents två huvudkommandon med högkvarter utanför kontinentala USA: det andra är U.S. Air Forces in Europe. Högkvarteret är beläget vid Joint Base Pearl Harbor-Hickam. Operativt är PACAF en del av United States Indo-Pacific Command, bortsett från enheter i Alaska som står under Alaskan Command som är en del av United States Northern Command.

## Förband och enheter
I PACAF finns det tre numrerade flygvapnen i aktiv tjänst samt associerade förband i Air Force Reserve Command och flygnationalgardet:

### Fifth Air Force (5 AF)

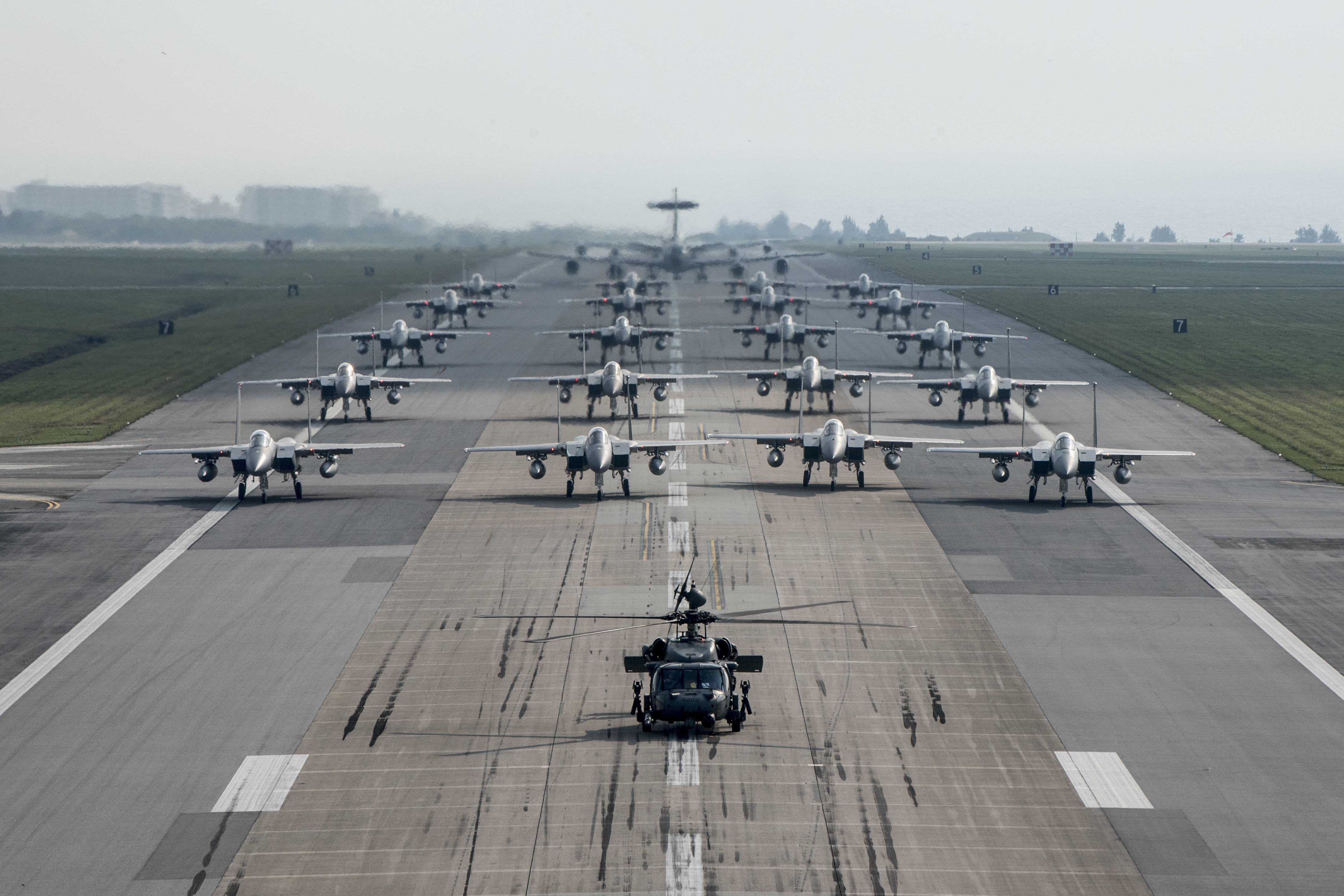
Flygplan vid Kadena Air Base på Okinawa gör en "elephant walk".

Femte flygvapnet är baserat i Japan och samarbetar nära med Japans självförsvarsstyrkor. Närvaron av amerikanska flygförband syftar till att upprätthålla 1962 års försvarsavtal mellan USA och Japan (Mutual Defense Assistance Agreement). Befälhavaren för Fifth Air Force är i en separat roll även befälhavare för United States Forces Japan.
| Heraldisk sköld | Namn               | Förkortning | Basering                                  | Funktion                                                  | Not |
|                 | Fifth Air Force    | 5 AF        | Yokota Air Base, Tokyo, Japan             | Ingår som flygvapenkomponent i United States Forces Japan |     |
|                 | 18th Wing          | 18 W        | Kadena Air Base, Okinawa prefektur, Japan | E-3 Sentry E-8 Joint STARS F-15 Eagle KC-135 Stratotanker |     |
|                 | 35th Fighter Wing  | 35 FW       | Misawa Air Base, Aomori prefektur, Japan  | F-16 Fighting Falcon                                      |     |
|                 | 374th Airlift Wing | 374 AW      | Yokota Air Base, Tokyo, Japan             | C-12 Huron C-130J Super Hercules UH-1N Twin Huey          |     |

### Seventh Air Force/Air Forces Korea (7 AF)

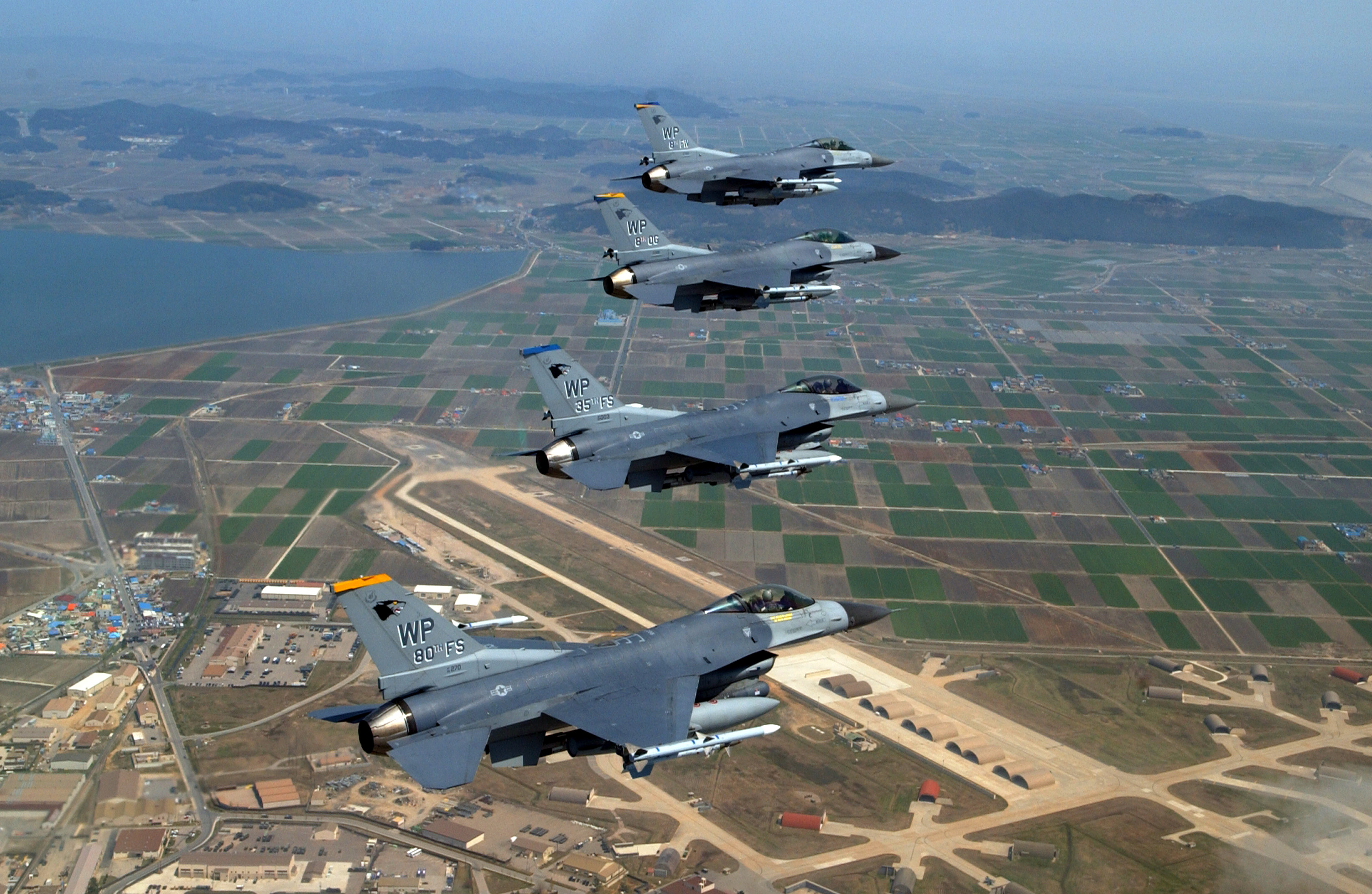
Fyra F-16 flyger över Kunsan Air Base i formation 2006.

Sjunde flygvapnet är baserat i Sydkorea och har ett nära samarbete med Sydkoreas väpnade styrkor. Dess närvaro syftar till att upprätthålla förpliktelserna i 1953 års försvarsavtal mellan USA och Sydkorea (Mutual Defense Treaty).
| Heraldisk sköld | Namn              | Förkortning | Basering                                | Funktion | Not |
|                 | Seventh Air Force | 7 AF        | Osan Air Base, Gyeonggi, Sydkorea       | Ingår som flygvapenkomponent i United States Forces Korea (indirekt även i ROK/US Combined Forces Command och United Nations Command) |     |
|                 | 8th Fighter Wing  | 8 FW        | Kunsan Air Base, Norra Jeolla, Sydkorea | F-16 Fighting Falcon |     |
|                 | 51st Fighter Wing | 51 FW       | Osan Air Base, Gyeonggi, Sydkorea       | A-10 Thunderbolt II F-16 Fighting Falcon                                                                                              |     |

### Eleventh Air Force (11 AF)

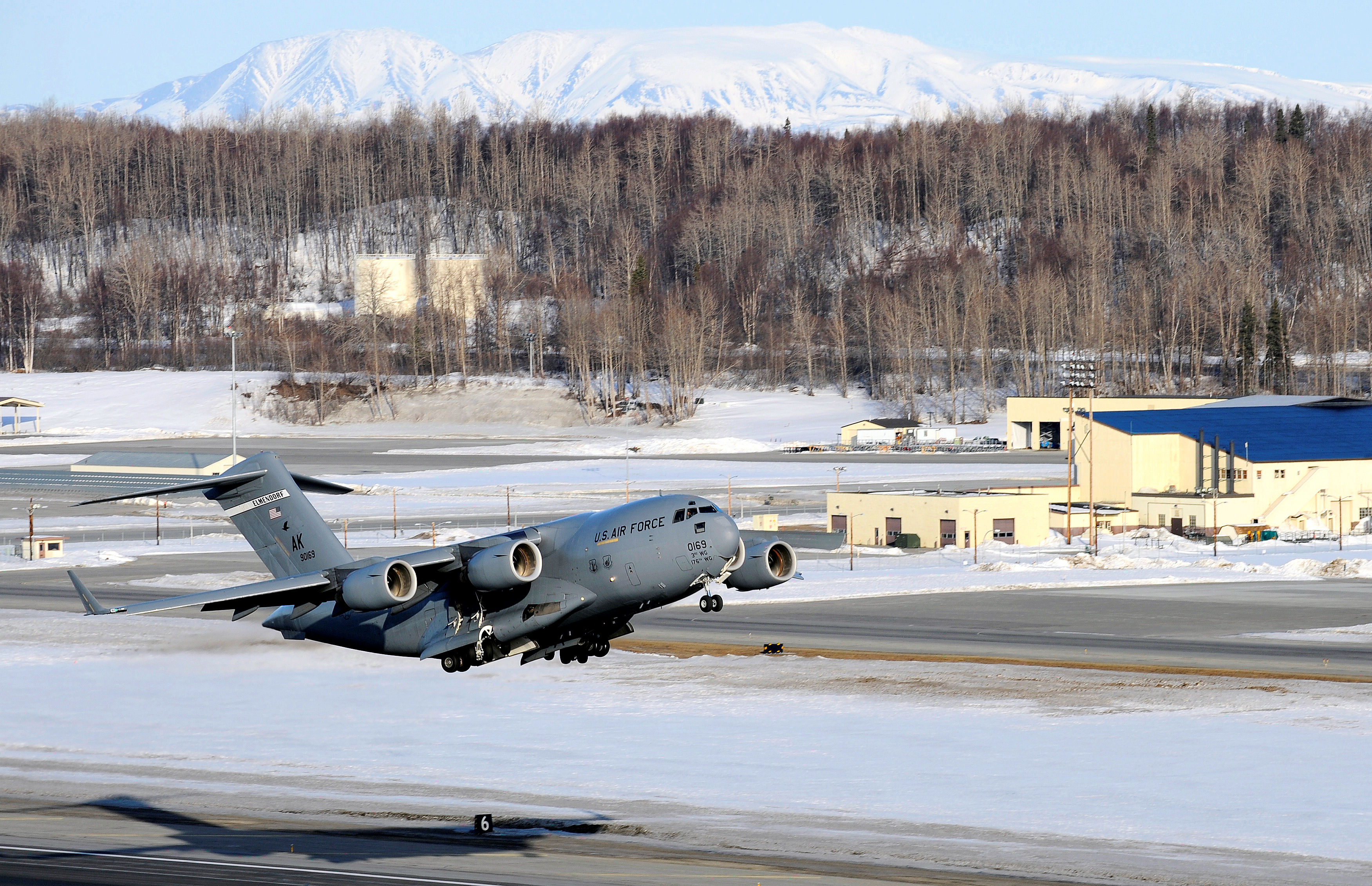
C-17 Globemaster III lyfter från Elmendorf Air Force Base i Alaska.

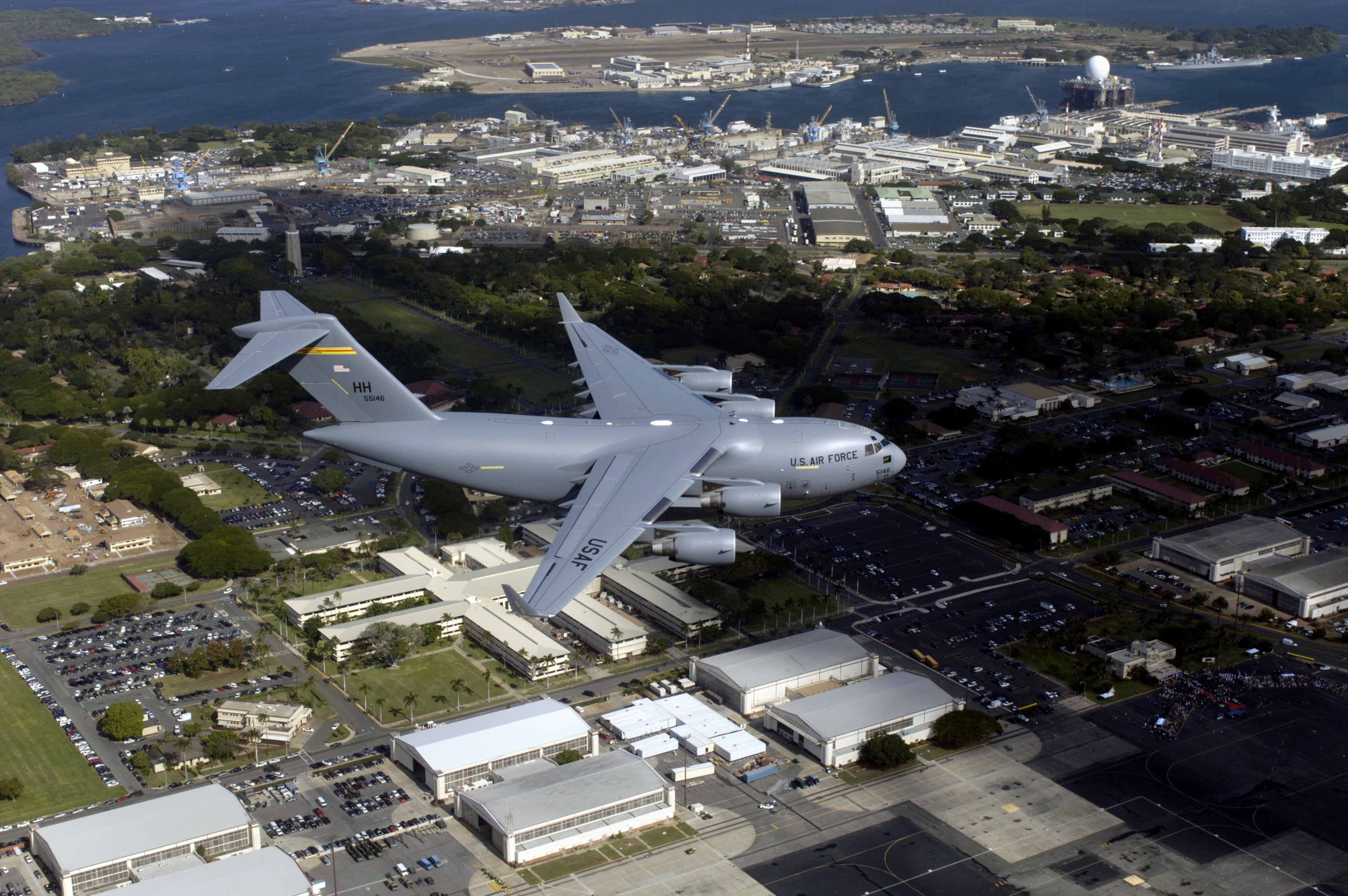
C-17 Globemaster III flyger ovanför Hickam Air Force Base.

Elfte flygvapnet genomför uppdrag i större delen av Stillahavsområdet, inklusive luftförsvar av Alaska, Hawaii och Guam.
| Heraldisk sköld | Namn               | Förkortning | Basering                                | Funktion | Not   |
|                 | Eleventh Air Force | 11 AF       | Joint Base Elmendorf–Richardson, Alaska | Enheter i Alaska ingår operativt i Alaskan Command och United States Northern Command (indirekt i North American Aerospace Defense Command) |       |
|                 | 3rd Wing           | 3 W         | Joint Base Elmendorf–Richardson, Alaska | C-130 Hercules E-3 Sentry C-17 Globemaster III F-22 Raptor                                                                                  | [ 5 ] |
|                 | 15th Wing          | 15 W        | Joint Base Pearl Harbor–Hickam, Hawaii  | C-37 Gulfstream V C-40 Clipper C-17 Globemaster III F-22 Raptor                                                                             | [ 6 ] |
|                 | 36th Wing          | 36 W        | Andersen Air Force Base, Guam           | Stödfunktioner för flygvapenförband i Östasien                                                                                              |       |
|                 | 354th Fighter Wing | 354 FW      | Eielson Air Force Base, Alaska          | F-16 Fighting Falcon F-35 Lightning II |       |